# Монастырское озеро (Чернигов)
Монастырское озеро (укр. Монастирське озеро) — озеро, расположенное на территории Новозаводского района Черниговского горсовета (Черниговская область). Тип общей минерализации — пресное. Происхождение — речное (пойменное). Группа гидрологического режима — сточное.

## География
Длина — 1,2 км. Ширина средняя — 0,07 км, наибольшая — 0,1 м.
Озеро расположено в пойме (правый берег) Десны: на юге Новозаводского района Черниговского горсовета западнее проспекта Мира. Озерная котловина изогнутой формы (буквы «С»). В период половодья соединяется протоками с озёрами. Северная оконечность озера сильно зарастает. На западе примыкают садово-дачные участки, севере — заповедное урочище Святое.
Берега пологие. Берега зарастает прибрежной растительностью (тростник обыкновенный), а водное зеркало — водной (роголистник погружённый, кубышка жёлтая, виды рода рдест). Берега частично заняты насаждениями лиственных пород деревьев. Края котловины переходят в водно-болотные участки.
Питание: дождевое и грунтовое, частично путём сообщения с Десной. Зимой замерзает.